# Павлинов, Константин Михайлович
Константин Михайлович Павлинов (1845, Нерчинск Забайкальской области — 1933, Москва) — учёный-терапевт, клиницист, заслуженный профессор Московского университета, действительный статский советник.

## Биография
Из обер-офицерских детей. По окончании Иркутской губернской гимназии (1862) поступил в качестве стипендиата Восточной Сибири на медицинский факультет Казанского университета, но в декабре 1863 года перевёлся на медицинский факультет Московского университета («казанский климат не благоприятствовал здоровью»), который окончил в 1868 году со степенью лекаря с отличием.
Был учеником основателя московской клинической школы Г. А. Захарьина; с 1869 года состоял ассистентом терапевтической факультетской клиники Московского университета.
В 1871 году он защитил докторскую диссертацию «О месте образования мочевой кислоты в организме». Получив должность приват-доцента (1880), читал параллельный курс частной патологии и терапии внутренних болезней. С ноября 1885 года —экстраординарный профессор кафедры терапевтической факультетской клиники медицинского факультета Московского университета. С 1899 года — ординарный профессор кафедры частной патологии и терапии внутренних болезней.
Он был одним из организаторов и председателем (1893—1899) Московского терапевтического общества.
В течение семи лет он работал в Ново-Екатерининской больнице. В 1902 году занял должность профессора терапевтической клиник на Девичьем поле. С 1906 года — Заслуженный профессор Московского университета.
Из-за болезни с 1904 года преподавал нерегулярно, а в июне 1908 года вышел в отставку в чине действительного статского советника (с 01.01.1907).

### Научная деятельность
К. М. Павлинов был сторонником физиологического направления в медицине. Ведущую роль в патогенезе заболевания он отводил нервной системе, нарушению её трофической функции. Рассматривал истерию как одну из форм неврозов и считал, что в основе её этиологии лежат усложнившиеся условия жизни, к которым нервная система людей не может адекватно приспособиться. Он одним из первых стал объяснять патогенез истерии, исходя из рефлекторной теории И. М. Сеченова.
В 1874 году он одним из первых в отечественной медицине высказал мысль, что патогенез сахарного диабета вызван недостаточной ассимиляцией сахара мышечной тканью. Павлинов был одним из инициаторов лечения туберкулёза лёгких искусственным пневмотораксом.
Он выяснил, что жаропонижающие средства вредны при инфекционных лихорадочных заболеваниях, т. к. повышение температуры является защитной реакцией организма. Подробно описал особый порок сердца — врождённый чистый митральный стеноз.

## Избранные труды
Автор трудов «Клиника внутренних болезней» (вып. 1-4, 1885), «Частная патология и терапия внутренних болезней» (1890), а также «Клинических лекций» (1882—1885). Кроме того:
- «О подвижной почке» (1873),
- «Сахарное мочеизнурение» ,
- «Чума в Старицком и первые появления её в Ветлянке» (1879),
- «Клиника внутренних болезней. Вып. II. Лекции по электротерапии» (1882—1883, 1885),
- «Клебсовские палочки дифтерита» (1885) и др.

## Награды
Имел ряд российских наград:
- Орден Святого Станислава 2-й ст. (1898)
- Орден Святой Анны 2-й ст. (1901)
- Орден Святого Владимира 4-й ст. (1904)